# Virgin Black
Virgin Black este o trupă australiană de doom gotic. Virgin Black este alcătuită în prezent din membrii fondatori și compozitori principali: Sesca Scaarba (fostă Samantha Escarbe, chitară) și Rowan London (tastatură, voce), cu Grayh (bas) și Luke Faz (baterie), ultimii doi alăturându-se trupei în 2007. Grupul a dat lămuriri în ceea ce privește alegerea numelui său: „juxtapunerea purității și a întunericului umanității”.

## Albume
- Sombre Romantic (2001)
- Elegant... and Dying (2003)
- Requiem - Mezzo Forte (2007)
- Requiem - Fortissimo (2008)
- Requiem - Pianissimo (2018)